# 3月16日 (旧暦)
旧暦3月16日は旧暦3月の16日目である。六曜は赤口である。

## できごと
- 寛仁元年（ユリウス暦1017年4月15日） - 藤原道長の長男・頼通が摂政に就任
- 承安4年（ユリウス暦1174年4月19日） - 後白河法皇が平清盛の福原別邸へ行幸
- 永禄4年（1561年_月_日） - 長尾景虎が上杉憲政の譲を受けて関東管領となり上杉政虎と改名。後の上杉謙信
- 慶長5年（グレゴリオ暦1600年4月29日） - ウィリアム・アダムス（三浦按針）、ヤン・ヨーステンらが乗っていたオランダ船リーフデ号が豊後に漂着

## 誕生日
- 文化3年（グレゴリオ暦1806年5月4日） - 藤田東湖、儒学者（+ 1855年）
- 天保3年（グレゴリオ暦1832年4月16日） - 古河市兵衛、実業家・古河財閥創立（+ 1903年）

## 忌日
- 寛文2年（グレゴリオ暦1662年5月4日） - 松平信綱、江戸幕府老中（* 1596年）